# Сосновка-2
Сосно́вка-2 — посёлок в Кемеровском районе Кемеровской области. Входит в состав Арсентьевского сельского поселения.

## География
Центральная часть населённого пункта расположена на высоте 223 метров над уровнем моря.

## Население
По данным Всероссийской переписи населения 2010 года, в посёлке Сосновка-2 проживает 168 человек (82 мужчины, 86 женщин).